# Ахметовское сельское поселение (Краснодарский край)
Ахметовское сельское поселение — муниципальное образование в составе Лабинского района Краснодарского края России.
В рамках административно-территориального устройства Краснодарского края ему соответствует Ахметовский сельский округ.
Административный центр — станица Ахметовская.

## Население
1. Н/Д[4]
2. Н/Д[5]

## Населённые пункты
В состав сельского поселения (сельского округа) входят 4 населённых пункта:
| № | Населённый пункт | Тип населённого пункта | Население (чел.) |
| - | ---------------- | ---------------------- | ---------------- |
| 1 | Ахметовская      | станица                | ↘1408            |
| 2 | Горное           | село                   | ↘136             |
| 3 | Тегин            | хутор                  | ↘7               |
| 4 | Чернореченская   | станица                | ↘506             |